# Дмитрівський курганний могильник
Дмитрівський курга́нний моги́льник — пам'ятка археології, що знаходиться поблизу села Дмитрівка Бердянського району Запорізької області на правому березі р. Кільчитія та складається з чотирьох курганів: двох ямної (кургани 3 та 4), по одному — катакомбної культур (курган 1) та скіфської доби (курган 2), де в чотирьох насипах знайдено 37 поховань. Охоронні номери 2700 та 2701.

## Місцезнаходження
Два курганних поховання розташовані за 0,5 км на південний захід від села Дмитрівка Бердянського району Запорізької області на правому березі р. Кільчитія серед поля, яке зараз розоране.

## Історія дослідження

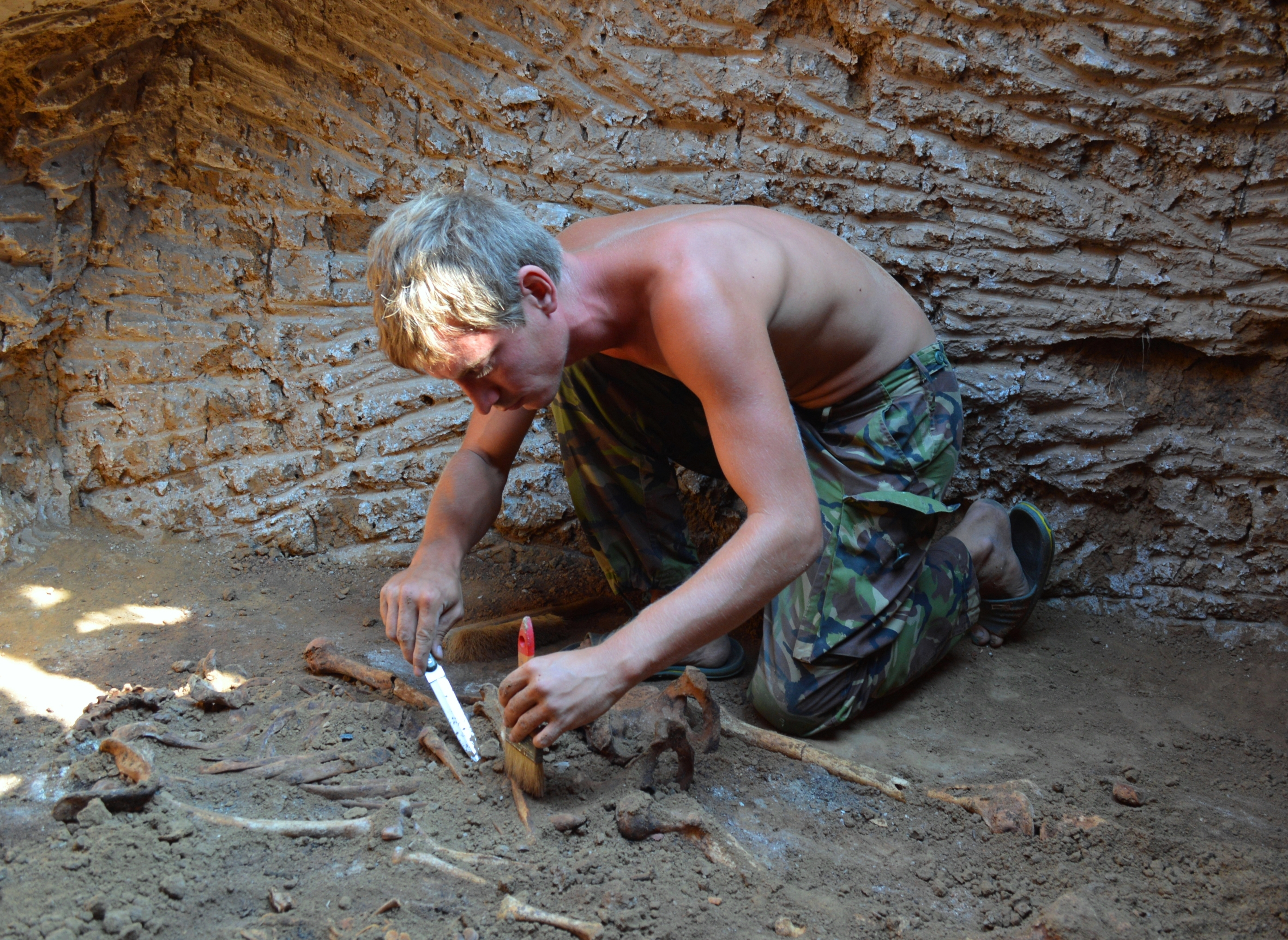
Аспірант Південноукраїнського національного педагогічного університету імені К. Д. Ушинського Андрій Тощев проводить зачистку поховання катакомбної культури на розкопках курганного могильника неподалік с. Дмитрівка Бердянського району Запорізької області.

У 2013—2016 роках начальником археологічної експедиції Бердянського державного педагогічного університету була Валентина Папанова — кандидатка історичних наук, доцентка кафедри політології і правознавства та завідувачка навчальної археологічної лабораторії Бердянського ДПУ. Разом із студентами — майбутніми істориками дослідниця розкопала два курганних могильника поблизу с. Дмитрівка Бердянського району.
Заступником начальника археологічної експедиції в цей час працював аспірант кафедри історії України Бердянського ДПУ Арсеній Голик.

## Опис
Два курганних могильники під охоронними № 2700-2701 містять поховання катакомбної культури. Зокрема, могильники біля с. Дмитрівка Бердянського району відносяться азово-дніпровської локальної катакомбної культури, яку часто називають дніпро-азовською культурою. Її особливістю є збереження в кераміці і позах похованих традицій ямної культури.
Племена Катакомбної культури, що жили в 2700—2000 рр. до н. е., дотримувались батьківського роду. У курганних могильниках поховання відбувалось у підкурганних катакомбах, у скорченому положенні на боці, посипані червоною фарбою, що символізує вогонь. При чому, поховання вождів і родових старійшин відрізняються більше багатим інвентарем.
Наприкінці 3- ї чверті II тис. до н. е. племена Катакомбної культури були витиснуті з Середньої Волги племенами зрубної культури.
Ховали небіжчиків у курганних могильниках, розміщуючи їх, головним чином, на терасах або підвищеннях на берегах річок. Курганний насип зводився після здійснення останнього поховання, тому поодинокі кургани та великі некрополі є рідкістю. Померлих хоронили в підпрямокутних ямах, інколи у зрубах в скорченому стані, на лівому боці, у позі адорації, головою на північ. Як поховальний інвентар слугує посуд, рідше — зброя та прикраси. В могилах також фіксуються кістки тварин — залишки м'ясної їжі.

### Курганний могильник
З чотирьох насипів (37 поховань), два були повністю розорені.
Курган № 1
Розкопано вісім поховань доби бронзи — одне катакомбної культури, п'ять зрубної культури, одне епохи бронзи та одне невизначене. У похованнях зрубної культури знаходилися ліпні горщики.
Курган № 2
Він, імовірно, зведений скіфами, під яким виявлено округлий в плані рів в якому були виявлені кістки коней та окремі камені. Імовірно, це була культова споруда або кенотаф.
До північного сектору впущені сім поховань середини XIX ст у дерев'яних трунах із західною орієнтацією. У похованні 6 знайдена натільна емалева ікона у бронзовому окладі з зображенням Святої Діви Марії з немовлям.
Курган № 3
Датується добою бронзи (14 поховань). Поховання 3, 7, 13 належать ямній культурі, а поховання 5, 6, 8—10, 12 і ями 1—2 — катакомбній. До епохи середньої / пізньої бронзи належать поховання 2, 5а, 11, а № 1 і 4 — до епохи середньовіччя (поховання 1 — печеніг, № 4 — половець). Поховання половця супроводжував кінь, на черепі і кістках якого були виявлені бронзові бляшки від кінської збруї різної форми. Поряд із кістяком людини знайдені залізне вістря стріли, намистини, бронзові: сережка, два фалари, гривня, на якій збереглися рештки текстильного футляра.
У катакомбі (поховання 6) виявлені кістки дорослого чоловіка та дитини.
Курган № 4
Розкопано вісім поховань епохи бронзи — середньовіччя: ямної культури (№ 8), катакомбної (№ 5—7), зрубної (№ 3), епохи середньовіччя (№ 2, 4) і кенотаф (№ 1).

## Дослідження та музеїфікація артефактів
Після проведення трирічного дослідження курганних могильників з 2016 року вони були повністю розкопані під ріллю. Всі ці роки розкопки проводилися на кошти орендаря землі приватного підприємця Леоніда Клещунова.
Загалом археологами було знайдено 54 експонати: ліпні посудини, намисто з кістяними прокладками, бронзові підвіски, кам'яна сокира-молот, астрагали, кам'яні розтиральники… різних культур.
Розкопані раніше знахідки взято на державний облік і зберігаються в фондах Бердянського краєзнавчого музею. Після наукової обробки та державної реєстрації прийняті музейні експонати у лютому 2016 року демонструвались на спільній стаціонарній виставці Бердянського краєзнавчого музею та педагогічного університету.